# Belial
Belial (còn được gọi là Beliar, Belias) là một thuật ngữ trong Kinh thánh Hebrew mà sau này được nhân cách hóa trở thành một thứ ma quỷ trong các văn bản Do Thái và Cơ Đốc.

## Kinh thánh Hebrew
Thuật ngữ belial (בְלִיַּעַל bĕli-yaal) là một tính từ tiếng Hebrew có nghĩa là "vô giá trị".  Ttừ này được hiểu theo nghĩa truyền thống là "thiếu giá trị",  từ hai từ thông thường khác: beli- (בְּלִי "without-") và ya'al (יָעַל "value").
Nó xuất hiện 27 lần trong Masoretic Text, trong các câu thơ như Châm ngôn 6:12, trong đó KJV dịch cụm từ tiếng Do Thái adam beli-yaal là "một kẻ nghịch ngợm".
Trong văn bản Do Thái, cụm từ "con của Belial" hiểu đơn giản là "những đứa con vô dụng." Cụm từ bắt đầu với "con trai của" là một thành ngữ phổ biến của người Do Thái như "con trai của sự hủy diệt" "con trai của sự vô luật pháp".
Trong số 27 lần xuất hiện này, thành ngữ "con của Belial" xuất hiện 15 lần để chỉ những kẻ vô dụng, vô giá trị, bao gồm những người theo thần tượng (Phục truyền Luật lệ Ký 13:13), người của Ghibeah (Xét-đoán 19:22, 20:13), Các con của Ê-li (1 Samuel 2:12), Nabal và Shimei. Trong phiên bản King James của Kinh thánh Kitô giáo, những sự kiện này được kết xuất bằng chữ "Belial" có viết hoa:
- "Các con của Êli là con của Belial." (KJV)

Trong các phiên bản hiện đại, chúng thường được đọc như một cụm từ:
- "Các con của Êlia là những người vô giá trị." (NRSV, NIV)

"Belial" được áp dụng cho các ý tưởng, lời nói, và lời khuyên, với các tình huống tai hoạ, và thường xuyên nhất đối với những con người vô giá trị thấp nhất - ví dụ như những người sẽ thuyết phục người khác thờ phượng quỷ dữ. Hay những người của Benjamin đã phạm tội dâm dục tại Gibeah. Ngoài ra từ "Belial" cũng chỉ những đứa con độc ác của Ê-li, hoặc những kẻ chống lại Messiah của Đấng Christ  là David; Những kẻ mưu sát của Jezebel chống lại Naboth. Và những con người nói chung đã khuấy lên tranh cãi.

## Thời kỳ Second Temple
Châm ngôn xuất hiện thường xuyên trong các văn bản của người Do Thái thời kì Second Temple (các văn bản do các Kitô hữu phân loại như Pseudepigrapha và Apocrypha của Cựu Ước). Cũng có một số lượng lớn tài liệu tham khảo về Belial được minh chứng trong cuốn Dead Sea Scroll được phát hiện tại Qumran từ năm 1948.

### Dead Sea Scrolls
Trong "Chiến tranh của Con trai của ánh sáng chống các con trai của bóng tối",  một trong những nội dung của Dead Sea Scroll, Belial là người lãnh đạo của Sons of Darkness.
Trong "Rules of the Community", Thiên Chúa đã phán "Ta sẽ không an ủi kẻ bị áp bức cho đến khi con đường của họ trọn vẹn. Ta sẽ không giữ Belial trong trái tim ta."
Nội dung của "Dead Sea Scroll" nói rằng Belial là kẻ chống Thiên Chúa bằng Angel of Light và Angel of Darkness. "The Manual of Discipline" xác định Thiên sứ của Ánh sáng thuộc về Thiên Chúa trong khi Thiên sứ của Bóng tối dưới trướng Belial.
Ngoài ra trong "Dead Sea Scroll" còn nhắc lại một giấc mơ của Amram, cha đẻ của Moses, người tìm thấy hai 'watchers'. Một là, Belial được miêu tả là "Vua của sự tàn ác" và là Cha đẻ của sự lừa dối".
Theo "The Fragmenents",  Belial được gán với sự lừa lọc, dối trá. Chính Belial đã truyền cảm hứng cho các pháp sư Ai Cập, Jochaneh và anh em của mình, phản đối Moses và Aaron, cuốn sách cũng nói rằng bất cứ ai bị cai trị bởi các linh hồn của Belial và nói về cuộc nổi loạn phải bị lên án như là một phù thủy hắc ám.

### Jubilees
Trong "Sách Hôn Lễ", những người ngoại đạo không chịu phép cắt bì được gọi là "con của Belial".

## Kitô giáo
Từ "Belial" xuất hiện một lần trong "Tân Ước", khi tông đồ Phaolô đề cập đến.
Belial cũng được nhìn thấy cùng với 666 thiên thần sa ngã khác khi Chúa Giêsu Kitô đã ra lệnh Michael cho các tông đồ của Ngài nhìn vào Địa ngục.

## Huyền học
"Lesser Key of Solomon" đã đề cập đến Belial và The Satanic Bible (1969) của Anton LaVey. Trong cuốn "Lesser Key of Solomon", Belial là con quỷ thứ 68 được nhắc đến, hắn là một vị vua của địa ngục và thống trị 80 quân đoàn quỷ. Trong "Kinh thánh Sa-tăng" (Sách của Belial), Belial có nghĩa là "không có chủ nhân", và tượng trưng cho sự độc lập, tự cung tự cấp và thành tựu cá nhân.
Vào năm 1937, Edgar Cayce đã sử dụng thuật ngữ "con trai của belial" và "đứa con vô luật pháp " lần đầu tiên trong văn bản vào khoảng thời gian từ 1923 đến 1945. Cayce thường được gọi là "nhà tiên tri ngủ", Người đã cho hơn 2.500 bài đọc cho các cá nhân trong trạng thái xuất thần.  Mặc dù định nghĩa của ông về những đứa con trai của ông là phù hợp với ý nghĩa tiếng Do Thái của những cá nhân "vô giá trị" tập trung vào việc tự thỏa mãn, Cayce đã sử dụng thuật ngữ này thường xuyên để so sánh các lực lượng con người đang làm việc trong thời kỳ tiền lịch sử liên quan đến sự phát triển ban đầu của Atlantis.

## Trong văn hoá đại chúng
Văn hoá đại chúng trong thế kỷ trước bao gồm nhiều tài liệu tham khảo về Belial;  Đáng chú ý là trong bộ phim câm Nosferatu (1922), cuốn tiểu thuyết Ape and Essence của Aldous Huxley (1948), cuốn The Divine Invasion (1981) của Philip K. Dick, bộ phim kinh dị của đạo diễn Basket Case (1982), Tiểu thuyết Phantoms (1983) của Dean Koontz, cuốn tiểu thuyết Master of Lies của Graham Masterton (1991), và bộ phim kinh dị The Exorcism of Emily Rose (2005).
Trong vai trò chơi Vampire: The Requiem, Búp bê của Belial là một giao ước của ma cà rồng phục vụ các lực lượng Tà ác, kết hợp với linh hồn tinh thần cho quyền lực. Trò chơi video của Blizzard Entertainment là Diablo 3 đã có trong cốt truyện của Belial như là một trong bảy chúa quỷ, "Chúa tể của những điều dối trá". Trò chơi trên máy tính của Westwood Studios là The Lands of Lore: Guardians of Destiny có tính năng đối nghịch chính của Belial, miêu tả nó như một vị thần tà ác với hình dáng kỳ quái.
Trong series Ultraman, nhân vật Ultraman Belial là một Ultraman sa ngã theo bóng tối và là một trong những nhân vật phản diện mạnh mẽ nhất trong Ultraman. Hắn luôn mưu toan đánh cắp mặt trời plasma và phá hủy hành tinh Ultra. Chỉ có Ultraman Zero và Ultraman King là có thể đánh bại hắn